# Cá diều hâu viền đen
Cá diều hâu viền đen hay cá diều hâu tàn nhang hoặc cá diều hâu Forster (danh pháp khoa học: Paracirrhites forsteri), là một loài cá diều hâu có nguồn gốc từ vùng Ấn Độ Dương-Thái Bình Dương. Chúng đôi khi được tìm thấy trong các bể thủy sinh và có tầm quan trọng không đáng kể đối với nghề đánh bắt cá thương mại. Con trưởng thành có thể dài đến 22 cm (9 in).

## Mô tả
Loài cá diều hâu này có thể đạt tổng chiều dài tối đa khoảng 22 cm (9 in). Vây lưng có mười cái ngạnh và mười một cái mang, trong khi vây ở hậu môn gồm ba ngạnh và sáu mang. Loài cá này có sự khác biệt đáng kể về màu sắc cả ở những con trưởng thành lẫn trong quá trình thay đổi lúc tăng trưởng. Màu sắc chính của chúng thường là màu vàng nhưng có một dải bên rộng màu đen hoặc nâu sẫm, chủ yếu ở nửa sau của thân. Hai bên đầu và mặt trước của thân có màu trắng hoặc xám, xen lẫn các đốm đỏ. Ở châu Á, cá con có thể có màu đỏ ở mặt lưng, trong khi ở Châu Đại Dương, chúng có phần trên màu vàng xanh và phần dưới màu trắng.

## Phân bố
Loài này có nguồn gốc từ vùng nhiệt đới và cận nhiệt đới Ấn Độ Dương - Thái Bình Dương. Vùng phân bố của chúng kéo dài từ Đông Phi đến Biển Đỏ hoặc thậm chí cả Nhật Bản, New Caledonia và Australasia. Ở Úc, phạm vi phân bố của cá diều hâu viền đen kéo dài từ vùng tây bắc Tây Úc, quanh phía bắc của nước này đến bang Queensland và New South Wales. Chúng cũng được tìm thấy ở các dải đá ngầm hướng về phía biển, các rạn san hô cũng như trên các đầm phá có chứa trầm tích ở độ sâu lên đến 30 m (100 ft) hoặc sâu hơn.

## Sinh thái học
Cá diều hâu viền đen là một loài săn mồi mai phục. Chúng thường nằm chờ trên đỉnh của các rạn san hô, giữ thăng bằng bằng những vây ngực cứng chắc và sẵn sàng lao ra khi một loài giáp xác hoặc cá nhỏ nào đó vô tình bơi ngang qua. Sống chủ yếu là một loài cá đơn độc, nhưng cá diều hâu viền đen vẫn thường song hành theo cặp hoặc theo bầy với một con đực thống trị cùng vài con cái. Giống như các thành viên khác trong họ nhà cá diều hâu, diều hâu viền đen là một loài lưỡng tính tuần tự. Con trưởng thành ban đầu là cái nhưng nhưng sẽ đổi giới tính thành đực nếu cần thiết.

## Thư viện ảnh

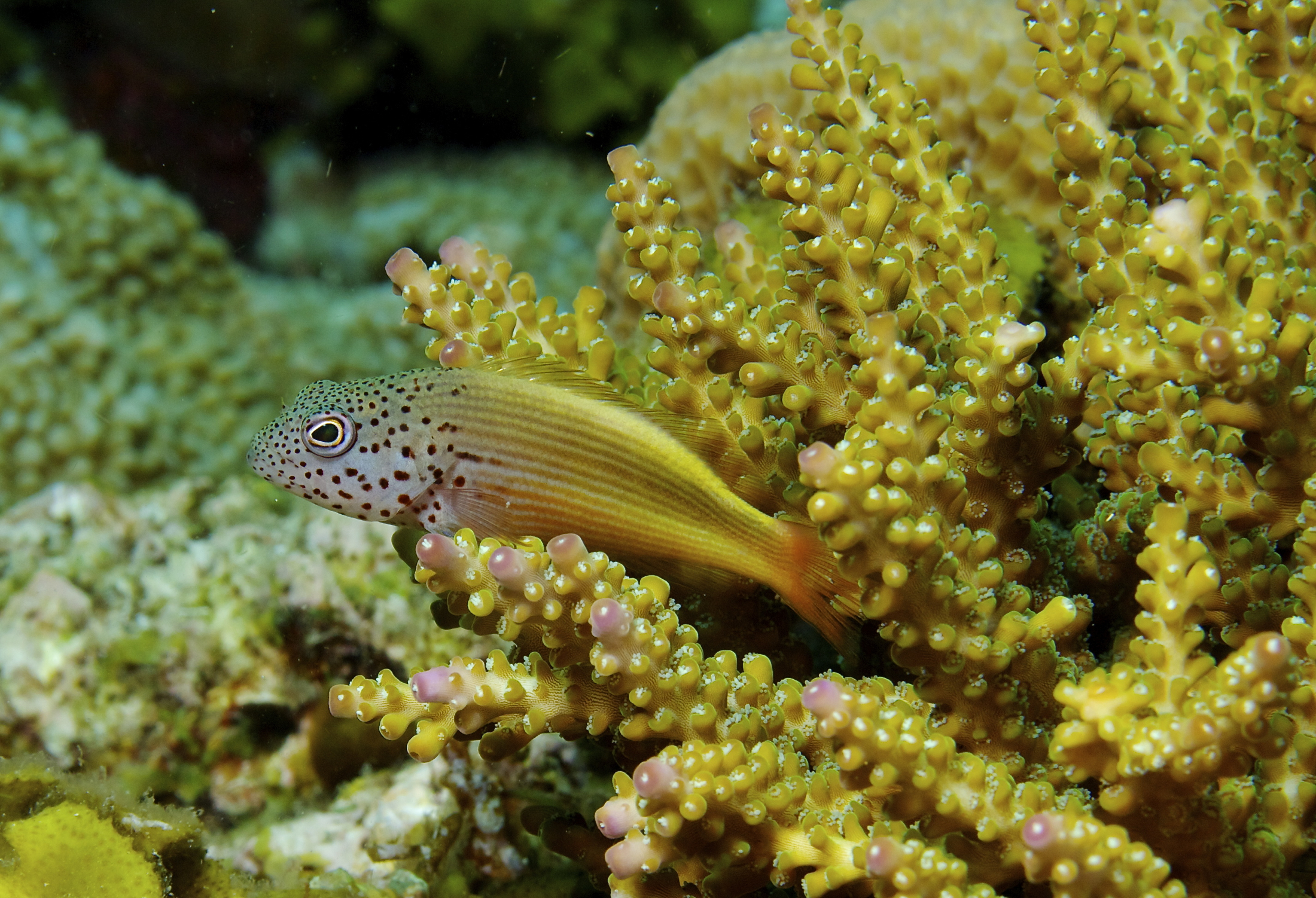
Con nhỏ
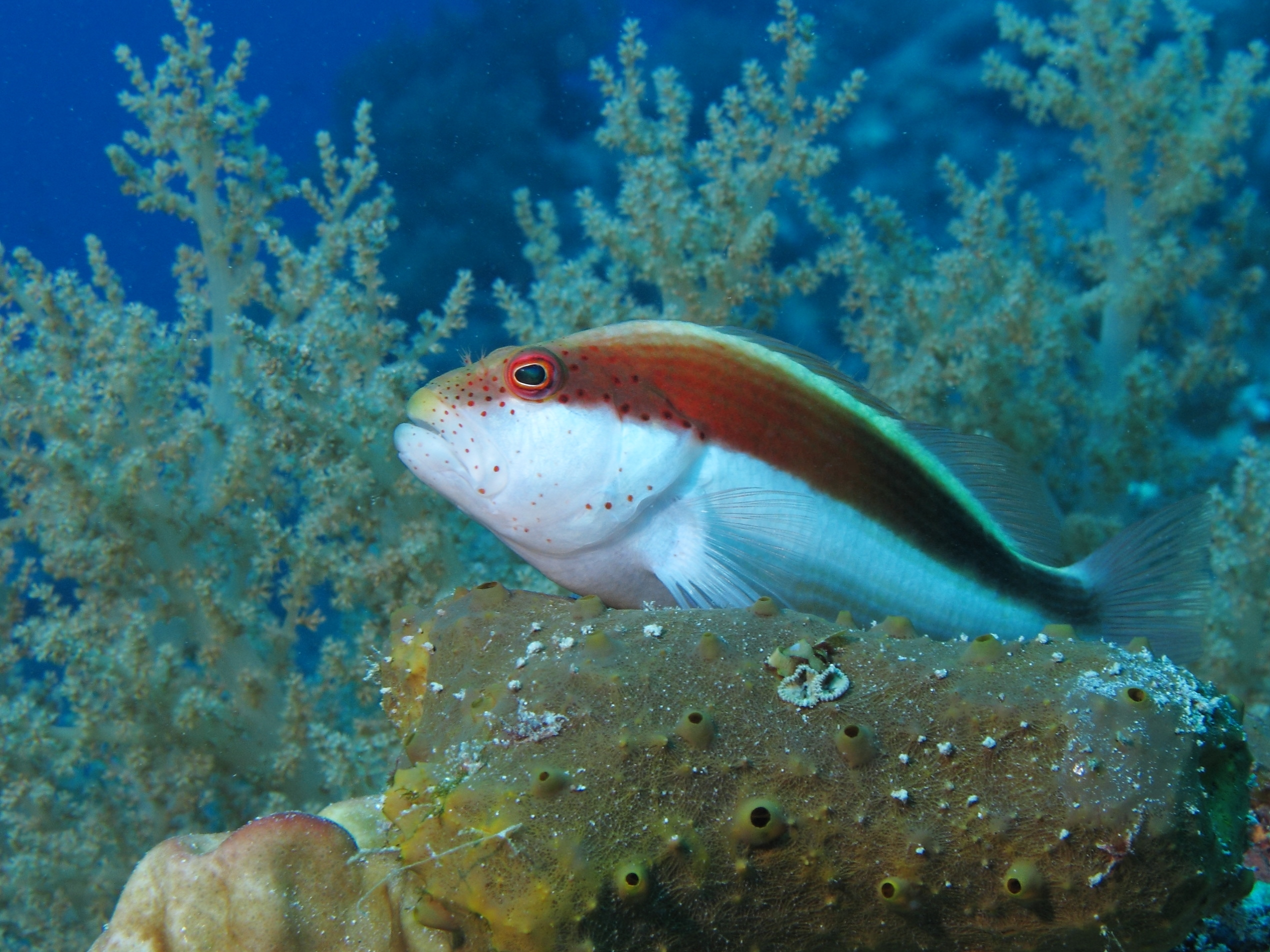
Con trưởng thành (màu đỏ)
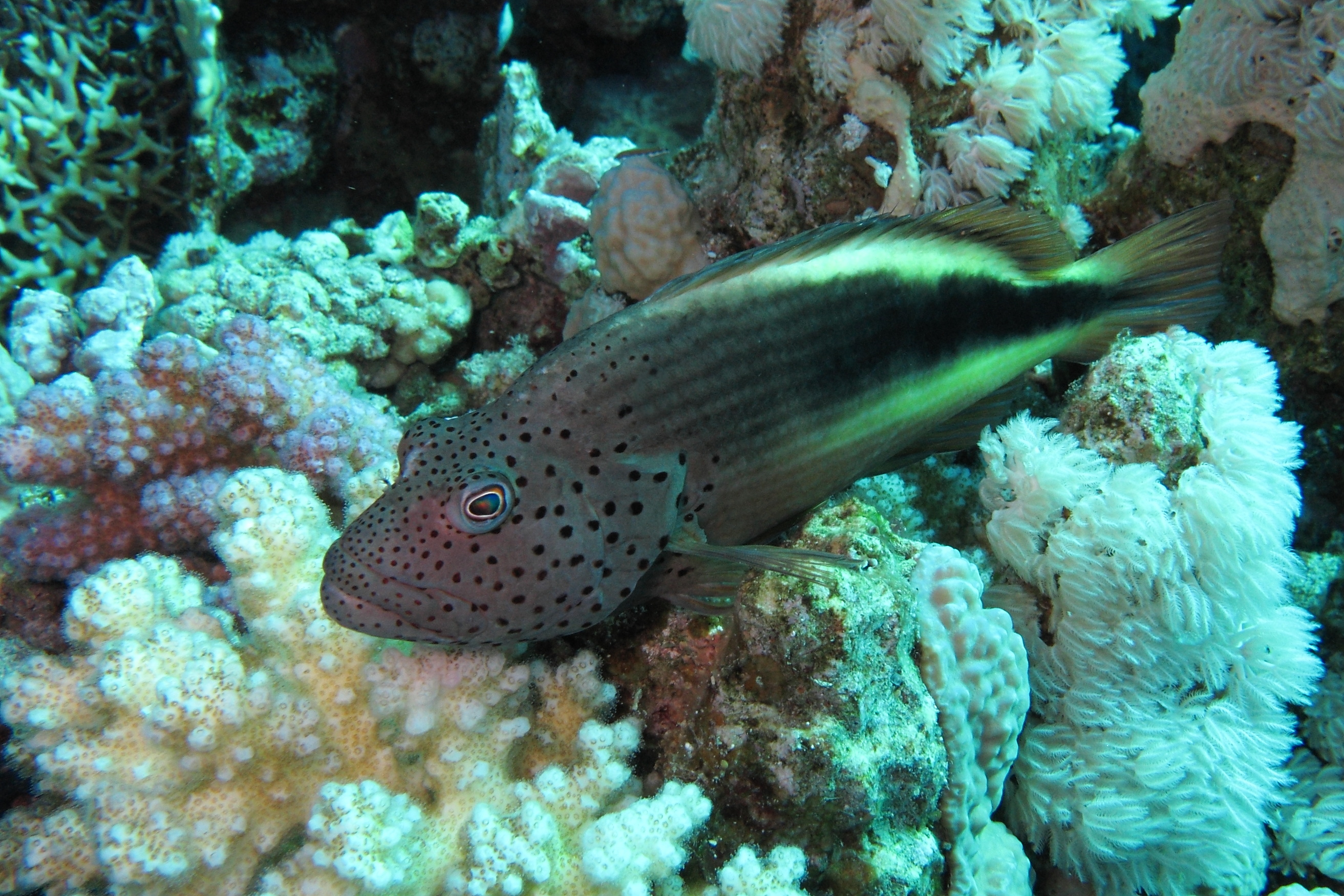
Con trưởng thành (màu đen)